# 朱家德
朱家德（1965年1月—），男性，汉族，四川泸县人，中共党员，1986年7月参加工作，西南财经大学产业经济学专业毕业，在职研究生，拥有经济学博士学位。中华人民共和国政治人物。

## 人物经历
朱家德曾担任四川省人民政府副秘书长等职，2020年1月出任四川省经济和信息化厅厅长。2022年3月，转任中共南充市委书记。2023年1月，当选为四川省人大常委会副主任。